# Pro Victoria Pallavolo
La Pro Victoria Pallavolo è una società pallavolistica femminile italiana con sede a Monza: milita nel campionato di Serie A1.

## Storia
L'Unione Sportiva Pro Victoria Pallavolo Monza è stata fondata nel 1981 su iniziativa di alcuni educatori che operavano nella chiesa di San Biagio a Monza: le attività della società si basano principalmente sulle attività giovanili e le squadre partecipano a campionati di livello regionale.
Dopo diverse difficoltà economiche, nel 2002 è iniziata una revisione societaria che in pochi anni ha portato la squadra ad arrivare a giocare in Serie B2, a partire dalla stagione 2006-07; nell'annata 2008-09, dopo il secondo posto in regular season, l'US Sportiva Pro Victoria, vince i play-off promozione ed accede in Serie B1.
Nella terza divisione del campionato italiano, il club rimane per quattro stagioni consecutive, quando, dopo aver sfiorato la promozione nella stagione 2011-12, sconfitto nei quarti di finale dei play-off promozione, viene promossa in Serie A2 al termine della stagione 2012-13, vincendo i play-off promozione.
Nell'estate 2013 muta la propria denominazione in Pro Victoria Pallavolo, con cui nell'annata 2013-14 disputa il suo primo campionato in Serie A2 e sfiora la promozione in Serie A1, venendo sconfitta nella serie finale dei play-off promozione, cosa che si ripete anche nella stagione successiva: al terzo tentativo, nell'annata 2015-16, dopo aver chiuso la regular season al terzo posto, vince i play-off battendo in finale la Trentino Rosa, ottenendo così la promozione in massima divisione, dove debutta nella stagione 2016-17, qualificandosi per la prima volta ai play-off scudetto, eliminata poi agli ottavi di finale.
Nell'annata 2017-18 si qualifica per la prima volta alla Coppa Italia, uscendo alle semifinali, e inoltre, grazie ai risultati ottenuti in campionato in quest'annata ottiene l'accesso ad una competizione europea, ossia la Challenge Cup 2018-19, che vince battendo in finale l'Aydın BB. Nella stagione 2020-21 partecipa per la prima volta alla Supercoppa italiana, venendo eliminata nei quarti di finale, e conquista la Coppa CEV.

## Strutture
Dalla stagione 2022-23, pur mantenendo la sede sociale a Monza, la squadra sposta le proprie attività sportive a Milano.

## Rosa 2025-2026
| N° | Nome              | Ruolo | Data di nascita   | Nazionalità sportiva |
| -- | ----------------- | ----- | ----------------- | -------------------- |
| 1  | Kamerynn Miner    | P     | 17 marzo 2003     | Stati Uniti          |
| 2  | Juliette Gelin    | L     | 2 novembre 2001   | Francia              |
| 4  | Francesca Bosio   | P     | 7 agosto 1997     | Italia               |
| 6  | Nicole Modesti    | C     | 16 marzo 2004     | Italia               |
| 7  | Elena Pietrini    | S     | 17 marzo 2000     | Italia               |
| 10 | Benedetta Sartori | C     | 14 aprile 2001    | Italia               |
| 11 | Anna Danesi       | C     | 20 aprile 1996    | Italia               |
| 14 | Hena Kurtagić     | C     | 27 agosto 2004    | Serbia               |
| 15 | Emma Cagnin       | S     | 26 giugno 2002    | Italia               |
| 16 | Khalia Lanier     | S     | 19 settembre 1998 | Stati Uniti          |
| 18 | Paola Egonu       | O     | 18 dicembre 1998  | Italia               |
| 80 | Eleonora Fersino  | L     | 24 gennaio 2000   | Italia               |

## Palmarès
- Coppa CEV: 1

2020-21
- Challenge Cup: 1

2018-19

## Denominazioni precedenti
- 1981-2013: Unione Sportiva Pro Victoria Pallavolo Monza